# Минибус
Минибус је моторно возило које служи за превоз путника. Најчешће је краћи од осам метара и служи у транспорту на аеродромима, као такси, или као превозно средство у градском саобраћају. Оваква возила наменски производе фабрике попут мерцедеса, тојоте и фолксвагена. Име је добио због сличности са аутобусом, од кога је мањи по капацитету.